# Горнау (Ерцгебирге)
Горнау (њем. Gornau/Erzgeb.) општина је у њемачкој савезној држави Саксонија. Једно је од 69 општинских средишта округа Ерцгебирге. Према процјени из 2010. у општини је живјело 3.970 становника. Посједује регионалну шифру (AGS) 14521220.

## Географски и демографски подаци
Горнау се налази у савезној држави Саксонија у округу Ерцгебирге. Општина се налази на надморској висини од 420–470 метара. Површина општине износи 19,9 km². У самом мјесту је, према процјени из 2010. године, живјело 3.970 становника. Просјечна густина становништва износи 200 становника/km².

## Међународна сарадња
| Мјесто | Држава | Врста сарадње | Од    |
| ------ | ------ | ------------- | ----- |
| Лоуни  | Чешка  | партнерство   | 1972. |
| Извор  |        |               |       |